# ...Era solo Fabrizio
...Era solo Fabrizio è una raccolta del 2017, a tiratura limitata di 200 copie in vinile colorato con copertina ottagonale.

## Tracce
Testi e musiche di Fabrizio De André.
1. Nuvole barocche – 2:26 (Fabrizio De André, Gianni Lario, Carlo Stanisci)
2. E fu la notte – 2:03 (Fabrizio De André, Franco Franchi, Carlo Stanisci)
3. Ballata del Miché[1] – 3:03
4. Ballata dell’eroe[1] – 2:40
5. La canzone di Marinella – 3:11
6. La ballata dell’eroe – 2:40
7. Il fannullone (testo scritto con Paolo Villaggio) – 3:37
8. Carlo Martello ritorna dalla battaglia di Poitiers (testo scritto con Paolo Villaggio) – 5:19
9. Il testamento – 4:06
10. La ballata del Miché (in collaborazione con Clelia Petracchi) – 2:44